# 1947年臺灣
|        | 臺灣歷史 \| 台灣歷史年表 |
| 世纪： | 19世纪臺灣 \| 20世纪臺灣 \| 21世纪臺灣 |
| 年代： | 1910年代臺灣 \| 1920年代臺灣 \| 1930年代臺灣 \| 1940年代臺灣 \| 1950年代臺灣 \| 1960年代臺灣 \| 1970年代臺灣                                           |
| 年份： | 1942年臺灣 \| 1943年臺灣 \| 1944年臺灣 \| 1945年臺灣 \| 1946年臺灣 \| 1947年臺灣 \| 1948年臺灣 \| 1949年臺灣 \| 1950年臺灣 \| 1951年臺灣 \| 1952年臺灣 |
| 纪年： | 丁亥年（猪年）、中華民國36年 |

## 政府

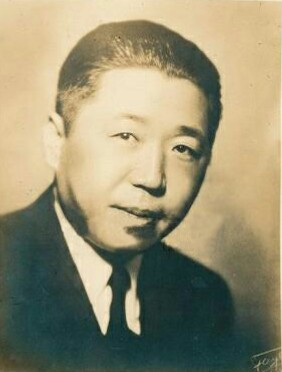
臺灣省政府主席：魏道明

### 成員變動

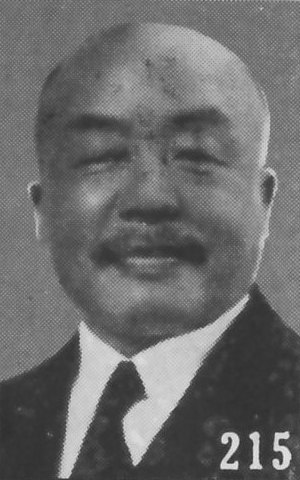
臺灣省行政長官：陳儀（臺灣省行政長官公署改組為臺灣省政府）

## 大事記

### 1月
- 1月1日——臺灣省自即日起廢止日本制度量衡，改用全國標準制即萬國公制[1]:8253。臺灣省行政長官公署公布「臺灣省公有耕地放租辦法」[2]:486。
- 1月2日——臺灣省高雄發生大火，焚毁房屋百餘間，損失約7,000萬元[1]:8254。
  - 發生時間：1947年1月2日
  - 地點：台北市中山堂（今二二八和平公  園周邊）
  - 參與者：台灣的左派青年、學生團體
  - 訴求：
  - 抗議美軍在中國暴行
  - 要求「收回司法主權」
  - 部分群眾甚至喊出「打倒美帝」、「美軍滾出台灣」等口號
- 1月6日——大林空軍地勤中隊倉庫於該日16時10分失火，直到20時火勢才熄滅。這場火災波及到彈藥庫與食品庫，光是單卅八部槍子彈就燒毀15萬多發。[3]
- 1月9日——臺灣省臺中、高雄各地流行天花（1月16日，屏東、嘉義各地天花蔓延）[2]:486。
- 1月14日——臺灣省積極推行「二五減租」，中央派專家抵臺考察農田水利[2]:486。據《文滙報》報導：台灣工業生產處於半停工狀態。蔗糖去年僅產8萬噸，不及全盛期十六分之一；特產樟腦業已全部停頓，價格飛漲不已，現有價無市[1]:8251。
- 1月15日——臺灣航業公司成立，派輪定期航行臺滬粵青線[2]:486。
- 1月20日——臺灣省行政長官公署命令廢止日治時期經建法規[2]:487。
- 1月29日——臺灣省臺東縣「紅頭嶼」改名為「蘭嶼」[2]:487。

### 2月
- 2月2日——海軍代總司令桂永清在臺強調，一部臺灣史即為一部海防史，認為建設海軍不容稍緩[2]:487。
- 2月7日——臺灣電力公司調整電價，提高約20倍[2]:487。
- 2月9日——臺灣省公有耕地放租委員會成立[2]:487。
- 2月27日——台灣省專賣局查緝員在台北延平北路查緝私煙，女販林江邁逃避不及，遭查緝員毆打，當即昏倒在地；民眾包圍查緝員，查緝員又開槍打死市民陳文溪，群眾湧向警察局和憲兵團，要求懲兇，交涉無結果，群情激昂，燒毀查緝車，包圍警察局及憲兵團，直至天明，是為「緝私血案」[1]:8296。
- 2月28日——台灣爆發「二二八事件」：因對當局處理昨日「緝私血案」方式不滿，台北市民早起結隊游行，並到市專賣局請願，因無人接見，更引起民眾不滿，下午1時，民眾齊至台灣省行政長官公署請願，要求懲辦兇手，撤銷專賣局，遭軍警開槍射擊，數人死傷，市內停工、停課，民眾自發開會，並佔領廣播電台，向全台廣播，呼籲全台民眾支援台北民眾反貪官污吏之鬥爭，請願演變為起義；下午3時，陳儀宣布戒嚴，出動軍警鎮壓，消息傳出後，台灣各地均發生民眾反抗，響應台北之行動[1]:8297。台灣台北因緝私煙酒案件，發生暴動；行政長官陳儀宣佈戒嚴（3月2日，解嚴；3月9日，再次戒嚴）[2]:488。上午9時多，民眾以案件未得解決，沿街打鑼通告罷市，全市商行，立即響應，相繼關門，民心憤慨，群情激昂，全市騷動[4]:419。

### 3月
- 3月1日——台北暴動波及高雄、新竹、台南，攻擊外省籍官吏；陳儀接受要求，成立「二二八事件處理委員會」[2]:488。下午5時，陳儀向全台廣播，宣布處理辦法：一、懲凶；二、撫恤傷亡；三、今晚12時起解除戒嚴，禁止罷工、罷課、罷市、集會游行；陳儀廣播後，又秘密召集手下集議對付辦法，電請中央派兵到台並調台南鳳山部隊北上增援[1]:8300。台灣台中召開市民大會（謝雪紅主持），成立「人民政府」（3月5日，取消「人民政府」，成立台中地區時局處理委員會）[2]:488。
- 3月2日——台北市「緝私血案」調查委員會與長官公署討論解決方案，陳儀答應並廣播4項解決辦法：一、對參加者不追究；二、被捕人民免保領回；三、死傷者不分省籍，一律撫恤；四、「處理委員會」增加各界人民代表[1]:8301。
- 3月3日——謝雪紅、吳振武成立台中地區治安委員會作戰本部（3月6日，台中學生維持治安隊成立，另編「二七部隊」）[2]:488。台北市「二二八事件處理委員會」在中山堂召開首次會議，商定軍隊於下午6時撤回軍營，由憲、警、學生聯合組織治安服務隊維持治安[1]:8302；次日，「二二八事件處理委員會」舉行會議決定：通知17縣、市參議會，緊急組織「處理委員會縣市分會」，並派代表參加全省處理委員會，目的為「要求政治改革」[1]:8303。
- 3月4日——監察院電令閩台監察使楊亮功，即日前往台灣查辦二二八事件有件關問題[1]:8303；台灣各地局勢仍不穩定，台南、嘉義、高雄、屏東、台東等地仍發生武裝衝突[1]:8304。
- 3月7日——台北「二二八事件處理委員會」提出「三十二條處理大綱」及10項要求（陳儀拒絕接受）[2]:488。
- 3月9日——閩臺監察使楊亮功隨憲兵兩營自福建抵臺灣，調查臺灣事變真相，途中被阻截，開槍互擊，臺北再度宣布戒嚴；國軍劉雨卿所部整編第二十一師四三八團在基隆港登陸警戒[2]:488。
- 3月10日——蔣中正宣布處理臺灣事件方針，對於臺人憲法規定範圍以內之要求均可應允，盼嚴守紀律，候中央派員處理；陳儀下令解散「二二八事件處理委員會」[2]:488。整編第廿一師師長劉雨卿對省民廣播，表示國軍來台目的[4]:423。
- 3月11日——國軍整編第二十一師司令部及四三六團陸續抵達基隆港[2]:488。
- 3月14日——臺北、基隆白晝解除戒嚴[2]:488。上午閩台監察使楊亮功訪問已復課之台灣大學；台北商店復業，學校陸續復課[1]:8312。
- 3月15日——臺灣省警備總司令部查封《青年自由報》；《大公報》臺北辦事處遭關閉；謝雪紅「二七部隊」攻擊魚池警察局（3月16日，整編第二十一師進攻埔里，與「二七部隊」發生激戰；晚間，「二七部隊」宣布解散）[2]:489。台灣二二八慘案慰問團在上海舉行記者招待會，李偉光、陳碧笙等報告赴台慰問經過；會後發表旅滬台灣六團體二二八慘案聯合後援聲明書，謂此次事變為「官逼民變」[1]:8312-8213。
- 3月16日——陳儀對臺官兵頒7項約束令[2]:489。臺灣省行政長官公署發表公告，廢止2月15日公布之限制進出口貨物辦法[1]:8313。
- 3月17日——國防部長白崇禧及蔣經國至臺北，發表文告，宣布處理臺灣事變4原則[2]:489。
- 3月18日——自3月8日國軍抵台以來，對台胞血腥屠殺；據旅滬台灣七團體二二八慘案聯合後援會印發《台灣大屠殺報告書》統計，截至3月18日止，「總計在一萬人以上，連重傷者計之，至少在三萬以上」[1]:8315。
- 3月22日——中國國民黨六屆三中全會舉行第八次大會，會議通過將台灣行政長官陳儀撤職查辦[1]:8318。
- 3月24日——臺灣省警備總司令部第一四四號公報：實施連保連坐[2]:489。
- 3月25日——臺灣省行政長官公署公布「奸偽徹底肅清辦法」[2]:489。

### 4月
- 4月1日——白崇禧發表處理臺灣善後5項辦法；臺灣省禁止公務員、教員及學生穿著軍服[2]:489。
- 4月2日——中國國民黨中常會開會通過三中全會各決議案，主要有：一、台灣行政長官陳儀撤職查辦案，請政府立即執行；二、黃金潮案，請行政院、監察院迅予處理[1]:8326。
- 4月22日——臺灣省行政長官公署撤銷，改設臺灣省政府，以魏道明為主席（5月15日，臺灣省政府成立）[2]:490。

### 5月
- 臺灣省衛生處命令各縣市成立衛生所[2]:491。
- 5月5日——臺灣省警備總司令部改制警備司令部（5月10日，彭孟緝任司令）[2]:490。
- 5月6日——蔣介石接見台灣省政府主席魏道明與秘書長徐道鄰，指示施政方針[1]:8349。
- 5月16日——臺灣省政府主席魏道明宣布解除戒嚴，停止清鄉，廢除新聞檢查，撤銷交通管制[2]:491。
- 5月23日——台灣省政府決定撤銷台灣省專賣局，改為「台灣省煙酒公賣局」，火柴部分設股份有限公司，樟腦公司改歸建設廳管理[1]:8360。
- 5月26日——台灣省今晨一小時內連續發生四次地震，震中在花蓮港以東63公里海底[1]:8361-8362。
- 5月27日——台北市總工會成立[2]:491。
- 5月30日——台灣省政府決定撤銷台省貿易局，改設物資調節委員會；台灣省政府宣布台幣與法幣之比率提高為1：51[1]:8364。

### 6月
- 6月1日——台灣省政府社會處正式，專門負責各項社會福利、救濟事業發展[2]:491。
- 6月2日——台灣省政府主席魏道明命令舉行全省軍事演習，並實行戒嚴[1]:8367。
- 6月6日——臺灣臺北市參議會通過：反對日本移民臺灣，同時堅決反對國際共管[2]:492。
- 6月7日——台灣省議員、國大代表聯席會議，電請蔣介石妥籌對策，堅決反對日、美共管琉球群島及台灣特別移民權等無理要求；同日，台灣旅滬同鄉會代表旅滬同胞發表通電，請政府採取有效措置，防止日本帝國主義之野心復活[1]:8368。
- 6月9日——臺灣省政府公布免除山地住民稅金[2]:492。
- 6月12日——臺灣輪船公司成立[2]:492。
- 6月15日——臺灣省兵役協會成立[2]:492。

### 7月
- 7月2日——臺灣省政府公布「臺灣省失業救濟委員會組織規程」[2]:492。
- 7月7日——台省日產處理委員會在其總報告中﹐列載台灣「接收」敵產之總額為156億元[1]:8380。

### 8月
- 8月2日——東北當局派員赴台灣換取台灣木材、蔗糖等物資[2]:493。
- 8月8日——臺灣省政府通過：設立臺灣省新聞處，圖書博物館改隸教育廳[2]:493。
- 8月11日——魏德邁抵台北[1]:8395。
- 8月30日——台灣銀行宣布自9月1日起台幣對法幣滙率奉令改為1：72[1]:8403。

### 9月
- 9月24日——臺灣省政府公布制止擾亂金融辦法[2]:494。

### 10月
- 10月10日——《自立晚報》在臺北創刊[2]:494。
- 10月24日——張群到臺北（10月28日，返南京）[2]:494。
- 10月25日——台灣省參議員建議行政院長張群向日本追償日人過去所欠台灣的國債欠款台幣11億元及股票120億元；要求日本賠償硫酸錏廠一所[1]:8439。

### 11月
- 11月12日——台湾民主自治同盟在香港成立。

### 12月
- 12月25日——中華民國憲法施行。

## 出生
参见： 1947年出生
- 1月4日——徐成焜：政治人物，曾任立法委員。
- 1月6日——
  - 范萬楠：漫畫家。
  - 余連發：軍事人物。
- 1月21日——高惠宇：記者、主持人、政治人物，曾任立法委員、《聯合報》政治記者。
- 1月31日——翁金珠：政治人物，曾任立法委員、彰化縣縣長。
- 2月7日——黃克林：歌手。
- 2月15日——簡太郎：政治人物，曾任行政院秘書長、中華民國內政部政務次長、台北市副市長、台北市工務局局長。
- 2月19日——林懷民，舞蹈家。
- 2月23日——黃越綏：作家、主持人、政治運動人士，是黃越欽之妹、黃越宏之姊。
- 2月24日——曹興誠，企業家。聯華電子榮譽董事長。
- 3月5日——黃敏恭：政治人物，曾任行政院副祕書長、研究發展考核委員會副主任委員、桃園縣代理縣長、桃園縣副縣長。
- 3月7日——林奇梅：旅英作家。
- 3月10日——張炎憲：歷史學家，曾任國史館館長、台灣歷史學會會長、中央研究院中山人文社會科學研究所研究員。
- 3月12日——葉復台：歌手、演員、舞蹈家。
- 3月14日——葉津鈴：政治人物、電台台長，是民生之聲創辦人，曾任高雄市議員。
- 3月20日——黃勁連：作家、台語文學推行者。
- 3月25日——林濁水，作家、政治人物。曾任立法委員。
- 3月30日——黃榮村：政治人物、心理學家，現任中華民國考試院院長，曾任中華民國教育部部長、中國醫藥大學校長、國立台灣大學心理學系主任。
- 4月2日——林重謨：政治人物，曾任立法委員。
- 4月3日——蕭丁訓：政治人物、航運學家，是蕭登串之弟，曾任台灣港務公司董事長、基隆港務局局長、花蓮港務局局長、高雄港務局局長。
- 4月8日——侯孝賢，導演。代表作有《悲情城市》
- 4月17日——許亞芬：演員、導演。
- 4月20日——李羅權：地球物理學家。
- 5月20日——王文淵：企業家，是王永在長子，現任台塑集團總裁。
- 5月29日——洪蘭：作家、心理學家、廣播主持人。
- 6月9日——杜英宗：會計師、企業家，曾任南山人壽董事長、和潤企業董事長。
- 6月10日——陳芳明：作家、文學史家、政治運動人士。
- 6月16日——李錫錕：政治學家。
- 6月19日——葉百修：大法官。
- 6月20日——楊壬孝：數學家，曾任台灣師大附中校長。
- 7月5日——林春德：政治人物，曾任立法委員。
- 7月15日——吳夏暉：詩人。
- 7月19日——邱復生：企業家，是洪小喬前夫、邱芸之父，為年代集團創辦人，曾任TVBS董事長。
- 7月23日——李顯榮：建築師、政治人物，曾任立法委員、台北縣議員。
- 7月28日——蘇貞昌，律師、政治人物。曾任臺灣省議員、屏東縣長、臺北縣長，現任行政院院長。
- 8月10日——李豐楙：道士、宗教研究學家。
- 8月26日——林進春：政治人物，是陳秀卿之夫，曾任立法委員、彰化縣議員。
- 9月10日——曾永權：政治人物，曾任中華民國總統府秘書長、中華民國立法院副院長。
- 9月12日——鄭南榕，雜誌出版人、政治人物。因爭取臺灣獨立及言論自由在雜誌社內自焚而死。（1989年逝世）
- 9月17日——李明仁：森林學家，曾任國立嘉義大學校長。
- 9月18日——黃芳彥：麻醉師，曾任國軍松山醫院抗SARS總指揮、新光醫院副院長，因涉及SOGO案而遭中華民國法務部通緝。
- 9月25日——
  - 簡永福：戲曲樂師。
  - 葉博文：銀樓業者、收藏家、社會運動人士。
- 10月6日——伍錦霖：政治人物，曾任立法委員、中華民國總統府秘書長、中華民國考試院院長。
- 10月10日——陳建年：政治人物，是陳耕元之子、陳瑩之父，曾任原住民族委員會主任委員、台東縣縣長。
- 10月17日——王進旺：警務人士，曾任警政署署長、海岸巡防署署長、台北市警察局局長。
- 10月29日——廖了以：政治人物，是廖一久之弟，曾任中華民國總統府秘書長、中華民國內政部部長、台中縣縣長、豐原市（今豐原區）市長。
- 10月31日——林宗仁：演員、戲曲樂師，以2008年電影《海角七號》飾演「茂伯」一角而爆紅。
- 11月1日——葉青：演員。
- 11月5日——
  - 許財利：政治人物，曾任基隆市市長、基隆市議會議長。
  - 楊朝祥：政治人物、教育學家，曾任中華民國教育部部長、中華民國考選部部長、研究發展考核委員會主任委員、佛光大學校長。
- 11月6日——楊德昌，電影導演。（2007年逝世）
- 11月12日——劉政鴻：政治人物，曾任立法委員、苗栗縣縣長、苗栗縣議員。
- 11月17日——馮寄台：政治人物，曾任禮賓司司長、駐日代表、駐多大使。
- 11月20日——李敏勇：詩人、翻譯家。
- 11月23日——吳德美：企業家、政治人物，是朱安雄之妻，曾任立法委員、高雄市議員、安鋒鋼鐵董事長、海裕屋生魚片連鎖店負責人。
- 12月1日——
  - 吳樂天：演員、廣播主持人。
  - 蔡堆：政治人物，曾任中華民國交通部部長、民用航空局局長、電信總局副局長。
- 12月6日——洪冬桂：政治人物、主持人，曾任立法委員、僑務委員會副委員長。
- 12月9日——鄭邦鎮：政治人物、文學家，曾任台南市教育局局長。
- 12月16日——吳乃仁：政治人物，是吳乃德之兄。
- 12月18日——錢林慧君：政治人物，曾任監察委員、立法委員。
- 12月27日——黃西田，歌手。
- 12月29日——小戽斗：演員。

## 逝世
- 1月2日——黃欣，仕紳、實業家、政治人物，曾任總督府評議員。（1885年出生）
- 3月7日——劉青山，公務員，二二八事件時遭暴民毆打重傷致死。（1912年出生）
- 3月10日——蕭朝金，牧師，卒於二二八事件後國民政府的清鄉。（1907年出生）
- 3月11日——陳炘，企業家。金融機構「大東信託」創辦人，在二二八事件後國民政府的逮捕中失蹤。（3月11日為逮捕日期，1893年出生）
- 3月13日——湯德章，律師，卒於二二八事件後國民政府的清鄉。（1907年出生）
- 3月22日——黃修明，昆蟲學家，二二八事件時遭暴民砍傷頭部致死。（1909年出生）
- 3月25日——陳澄波，畫家，卒於二二八事件後國民政府的清鄉。（1895年出生）
- 3月25日——潘木枝，醫生，卒於二二八事件後國民政府的清鄉。（1902年出生）
- 3月31日——王育霖，檢察官，卒於二二八事件後國民政府的清鄉。（1919年出生）[5]